# Голюк Лукія Іванівна
Лукія Іванівна Голюк (нар. 10 червня 1930, село Соловіївка, тепер у складі села Хижинці Вінницького району Вінницької області) — українська радянська діячка, новатор сільськогосподарського виробництва, свинарка колгоспу «Перемога» Вінницького району Вінницької області. Депутат Верховної Ради УРСР 5-го скликання.

## Біографія
Народилася в селянській родині.
З 1950-х років — свинарка колгоспу «Перемога» села Парпурівці (потім — центральна садиба у селі Хижинці) Вінницького району Вінницької області. У 1956 році від кожної свиноматки одержала по 28 поросят, а у 1958 році — по 31 поросяті.
Потім — на пенсії у селі Хижинці Вінницького району Вінницької області.

## Нагороди
- орден Трудового Червоного Прапора